# Amir Wagih
Amir Wagih (* 21. August 1967 in Kairo) ist ein ehemaliger ägyptischer Squashspieler und heutiger Squashtrainer.

## Karriere
Amir Wagih war zwischen 1987 und 2000 als Squashspieler aktiv und erreichte im November 1997 mit Rang 16 seine höchste Platzierung in der Weltrangliste. Er gewann im Laufe seiner Karriere zwei Titel auf der PSA Tour.
Mit der ägyptischen Nationalmannschaft nahm er 1989, 1991, 1993, 1995, 1997 und 1999 an der Weltmeisterschaft teil. 1999 wurde er Weltmeister, kam im Finale gegen Wales aber nicht zum Einsatz. Zwischen 1995 und 1999 stand er viermal im Hauptfeld der Einzelweltmeisterschaft. Dabei erreichte er jedes Mal mindestens das Viertelfinale. 1998 zog er das einzige Mal in die zweite Runde ein, in der er Peter Nicol in drei Sätzen unterlag.
Nach seiner Spielerkarriere wurde Amir Wagih hauptberuflicher Squashtrainer. Von 2002 bis 2006 betreute er die kuwaitische Nationalmannschaft, von 2006 bis 2013 war er Cheftrainer Ägyptens. Mit ihm als Trainer wurde Ägypten 2009 und 2011 Weltmeister.

## Erfolge
- Weltmeister mit der Mannschaft: 1999
- Gewonnene PSA-Titel: 2